# Detox (álbum de One Ok Rock)
Detox es el undécimo álbum de la banda japonesa de J-rock One Ok Rock, fue lanzado el 21 de febrero de 2025 a través del sello discográfico Fueled by Ramen. El álbum sirve como continuación de su álbum de estudio anterior, Luxury Disease (2022).

## Lista de canciones
| N.º | Título                                              | Productor (es) | Duración |  |
| 1.  | «Nasty»                                             | Carter         | 3:23     |  |
| 2.  | «Dystopia»                                          | Nappi          | 3:09     |  |
| 3.  | «Tropical Therapy»                                  | Nappi          | 3:28     |  |
| 4.  | «Delusion:All»                                      | Lancaster      | 3:04     |  |
| 5.  | «Party's Over»                                      | Lancaster      | 2:58     |  |
| 6.  | «Puppets Can't Control You»                         | Dai Dai        | 3:14     |  |
| 7.  | «Tiny Pieces»                                       | Lancaster      | 3:34     |  |
| 8.  | «This Can't Be Us»                                  | Nappi          | 4:17     |  |
| 9.  | «+Matter»                                           | Nappi          | 3:52     |  |
| 10. | «C.U.R.I.O.S.I.T.Y.» (con Paledusk y Chico Carlito) | Pramik         | 3:08     |  |
| 11. | «The Pilot </3»                                     | Nappi          | 3:51     |  |